# Дорогичинське церковне намісництво
Дорогичинське намісництво (деканат) — церковно-адміністративна округа Берестейського крилоса Володимирської єпархії.
У 1729 році охоплювало 23 парафії. Міських єпархій 7. Візитації проводились у 1787, 1804 роках.